# (678) Fredegundis
(678) Fredegundis est un astéroïde de la ceinture principale.

## Description
(678) Fredegundis est un astéroïde de la ceinture principale découvert le 22 janvier 1909 par l'astronome allemand Wilhelm Lorenz à Heidelberg. Sa désignation provisoire était 1909 FS.
Il a été ainsi baptisé en référence à l'opéra inachevé Frédégonde d'Ernest Guiraud, complété par Camille Saint-Saëns (1835-1921).
L'appellation a peut-être été influencée par les deux lettres de la désignation provisoire, FS.